# توك واتكينز
توك واتكينز (بالإنجليزية: Tuc Watkins)‏ هو ممثل أمريكي، ولد في 2 سبتمبر 1966 في الولايات المتحدة.

## أعمال

### أفلام
- (1999) المومياء[4]

### مسلسلات
- المستشفى العام

## وصلات خارجية
- توك واتكينز على موقع IMDb (الإنجليزية)
- توك واتكينز على موقع أول موفي (الإنجليزية)
- توك واتكينز على موقع قاعدة بيانات برودواي على الإنترنت (الإنجليزية)
- توك واتكينز على موقع إن إن دي بي (الإنجليزية)
- توك واتكينز على موقع قاعدة بيانات الفيلم (الإنجليزية)